# Tegeltableau

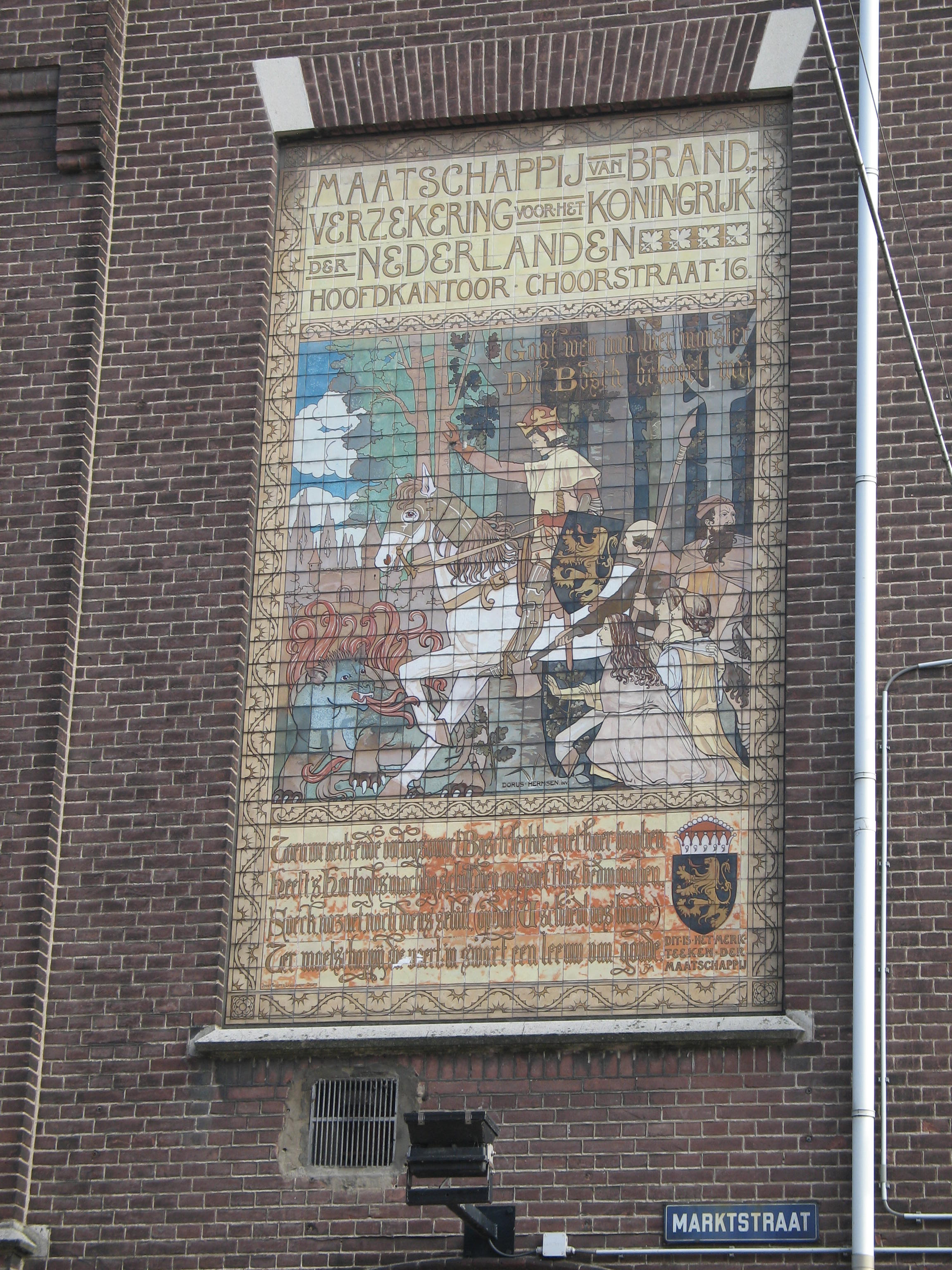
Tableau uit 1910 aan een gevel in Den Bosch, gemaakt door Dorus Hermsen en voorstellende Hendrik I van Brabant (2006)

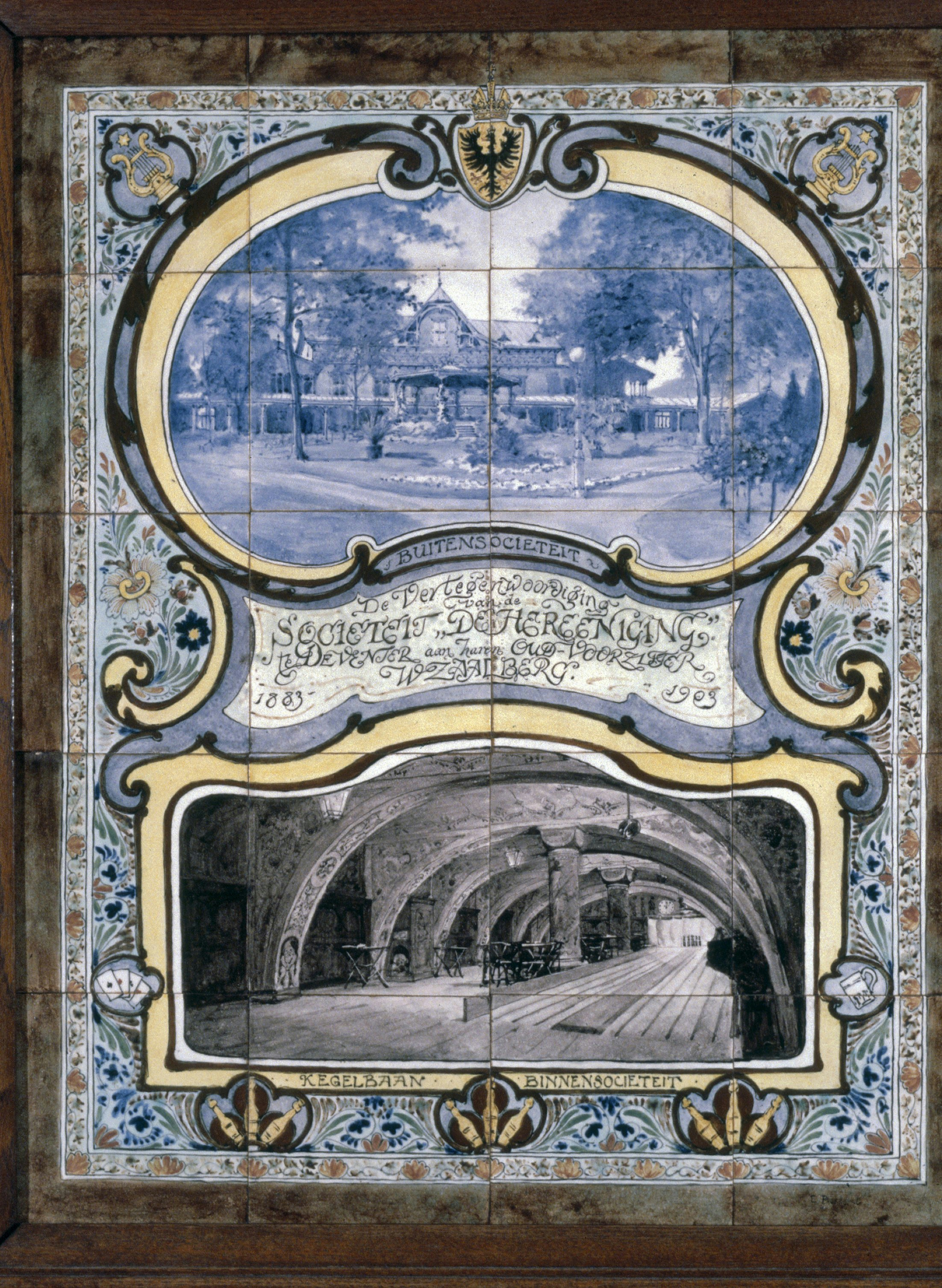
Tegeltableau in 'de Hereeniging' in Deventer

Een tegeltableau is een meestal figuratief geschilderde voorstelling op een in aardewerk tegels verdeeld vlak, dat na de beschildering is gebakken en geglazuurd.

## Oorsprong
De mens heeft al vanaf de oudste tijden behoefte aan vloer- en wandbekledingen die vochtwerend, hygiënisch, hittebestendig en makkelijk schoon te houden zijn. De functionaliteit stond voorop. Evenzo heeft de mens van oudsher behoefte aan versieringen en verbeeldingen op de vloeren en wanden. Denk aan de eerste grotbewoners met hun wandtekeningen en aan de Romeinen en Grieken met hun mozaïeken.

## Materialen
Voor de materialen, die zich het meest leenden voor vloer- en wandbekledingen met de hierboven bedoelde eigenschappen, was de mens aanvankelijk aangewezen op natuursteen, dat echter de mogelijkheden van het aanbrengen van verbeeldingen mist.

## Tableau
Het Franse woord 'tableau' betekent onder meer 'schilderij, tafereel, beschildering'. Uiteindelijk vonden de functionaliteit en de verbeelding elkaar in de tegeltableaus.

## Internationaal
In tal van landen en culturen zijn al vroeg toepassingen van tegeltableaus te vinden, zoals in China, Japan, Portugal, maar dichter bij huis ook in Makkum in Friesland.

## Zeventiende eeuw
Vanaf de zeventiende eeuw kwamen de tegeltableaus in zwang. Men had er het geld voor. Bekend is het Delfts blauw, waarin tal van motieven en voorstellingen konden worden vastgelegd. Dergelijke tegeltableaus vormden de achtergronden bij keukens, open haarden, in badkamers en toiletten, in slagerijen. Met de uitgebeelde taferelen en de omvang ervan gaf men blijk van zijn rijkdom en ontwikkeling, zodat de versieringen vaak belangrijker werden dan de functionaliteit van de tegeltableaus.

## Religieuze kunst
Ook in kerken treft men tegeltableaus aan als tegenhanger van de glas in loodramen en gebrandschilderde ramen, bijvoorbeeld in de vorm van kruiswegstaties.

## Jugendstil

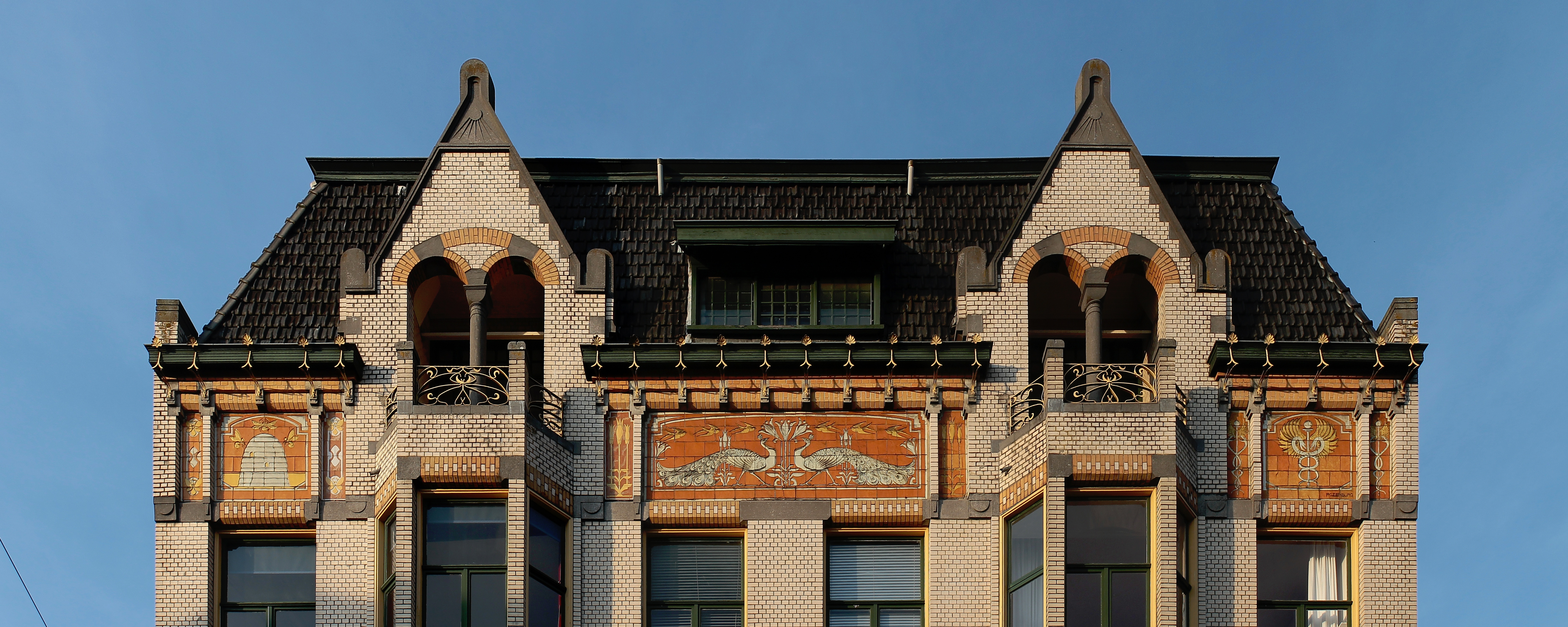
Jugendstil-tegeltableau uit 1905 in Groningen, gemaakt door de firma Rozenburg (2011)

De verbeeldingen op tegeltableaus beleefden een heropleving in de jugendstil. Gevels en portieken van huizen werden voorzien van tegeltableaus met de sierlijke vormen van de art nouveau.
Zichzelf respecterende hotels en restaurants, zoals La Colombe d'Or in Saint-Paul-de-Vence, Restaurant 'De la Poste' in Biot of 'Restaurant Vincent' in Brussel, lieten bekende kunstenaars hun wanden voorzien van tegeltableaus.
Het gezamenlijk personeel of leerlingen van een school boden de directie een tegeltableau aan ter herinnering aan bijvoorbeeld het 100-jarig bestaan.
Hele gemeenschappen in dorpen als Fayence, Biot en Vallauris in Zuid-Frankrijk en in steden als Delft leefden van het pottenbakken en tegelbakken.

## Tegenwoordig
Tegeltableaus worden nog steeds gemaakt. De eenvoudigste toepassingen zijn gebakken plaatjes voor huisnummers en familienamen of gevelstenen voor epigrammen.

## Afbeeldingen

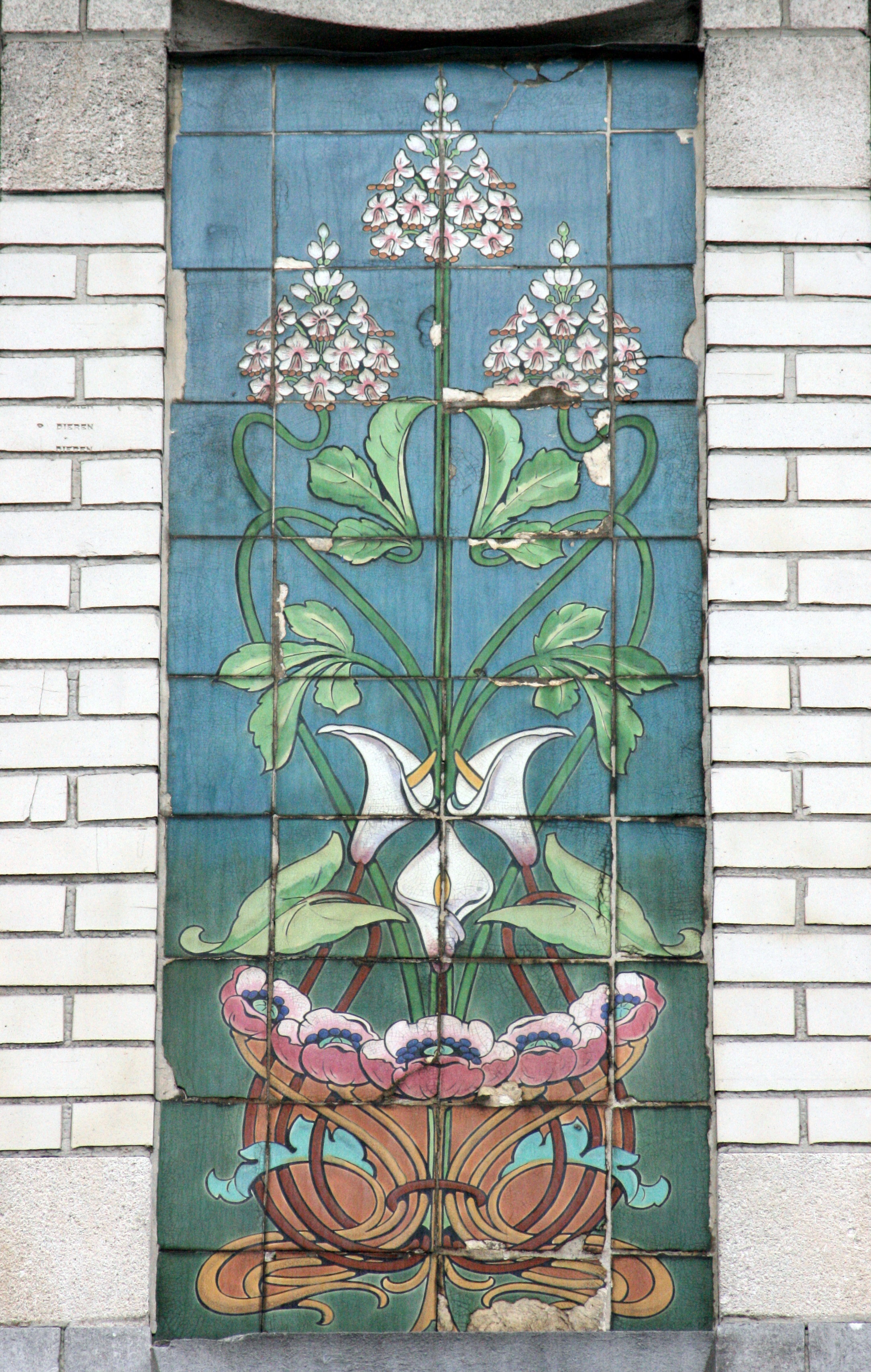
Jugendstiltableau in Brussel
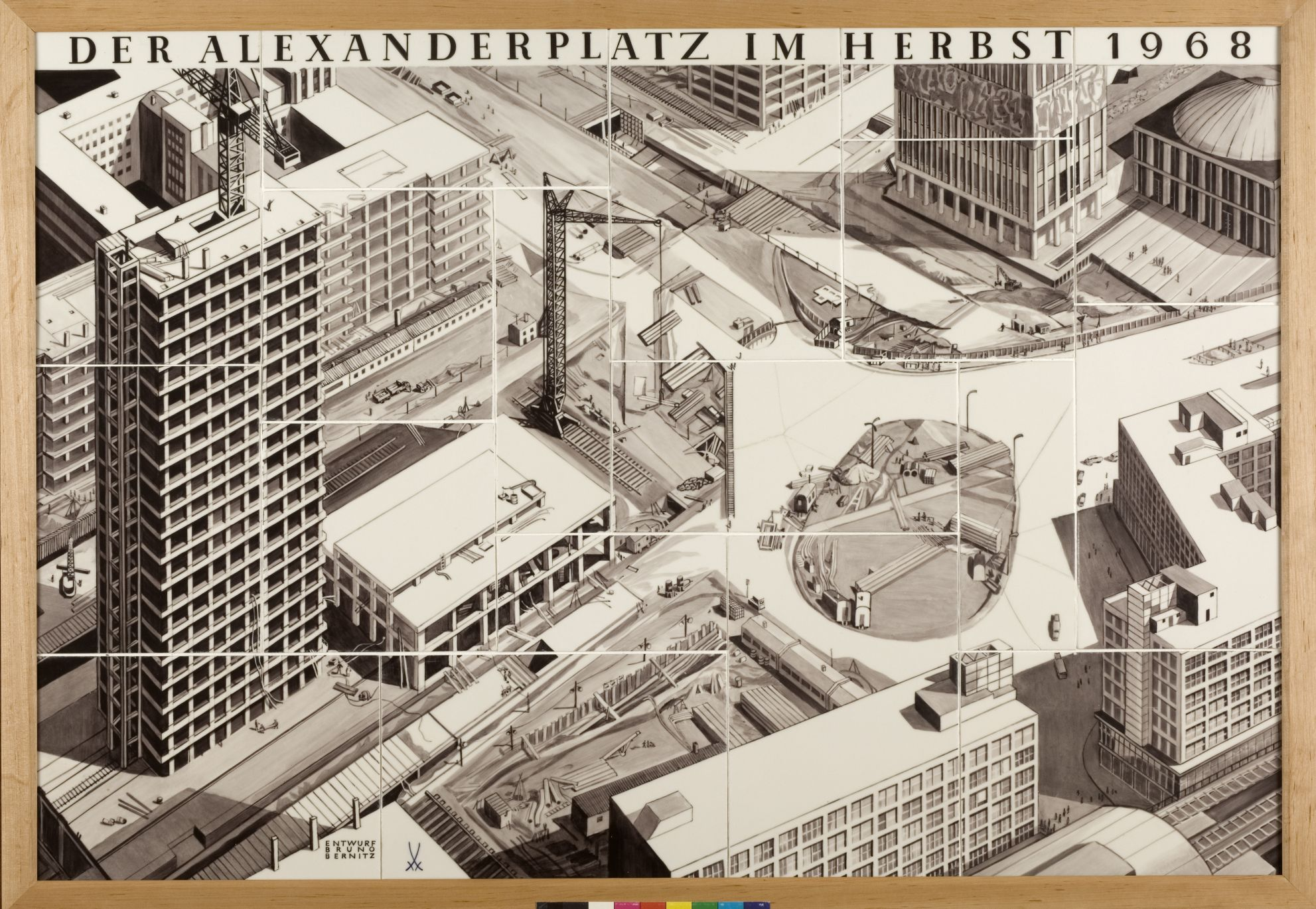
Alexanderplatz, Berlijn
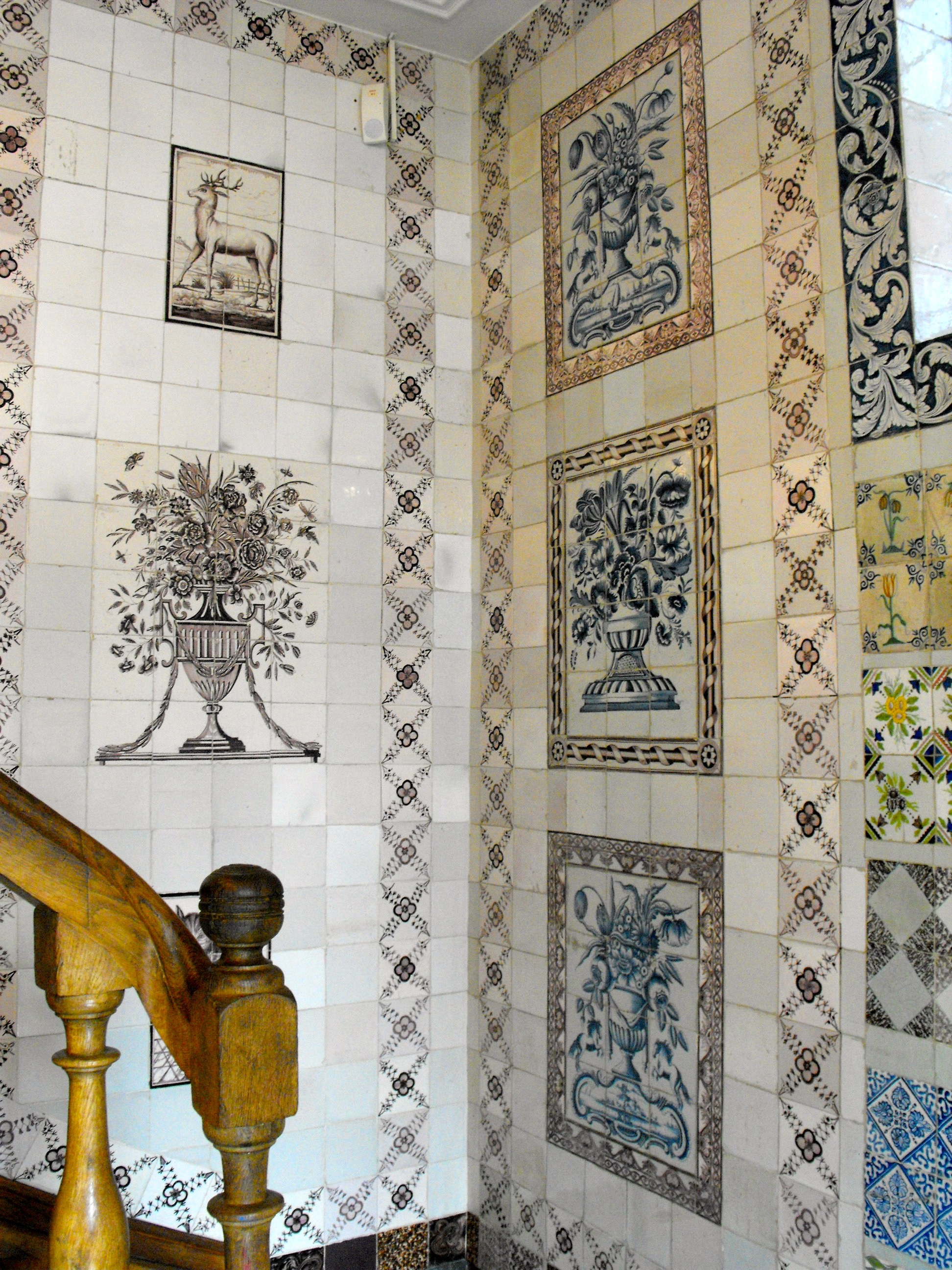
Couven-Museum, Aken
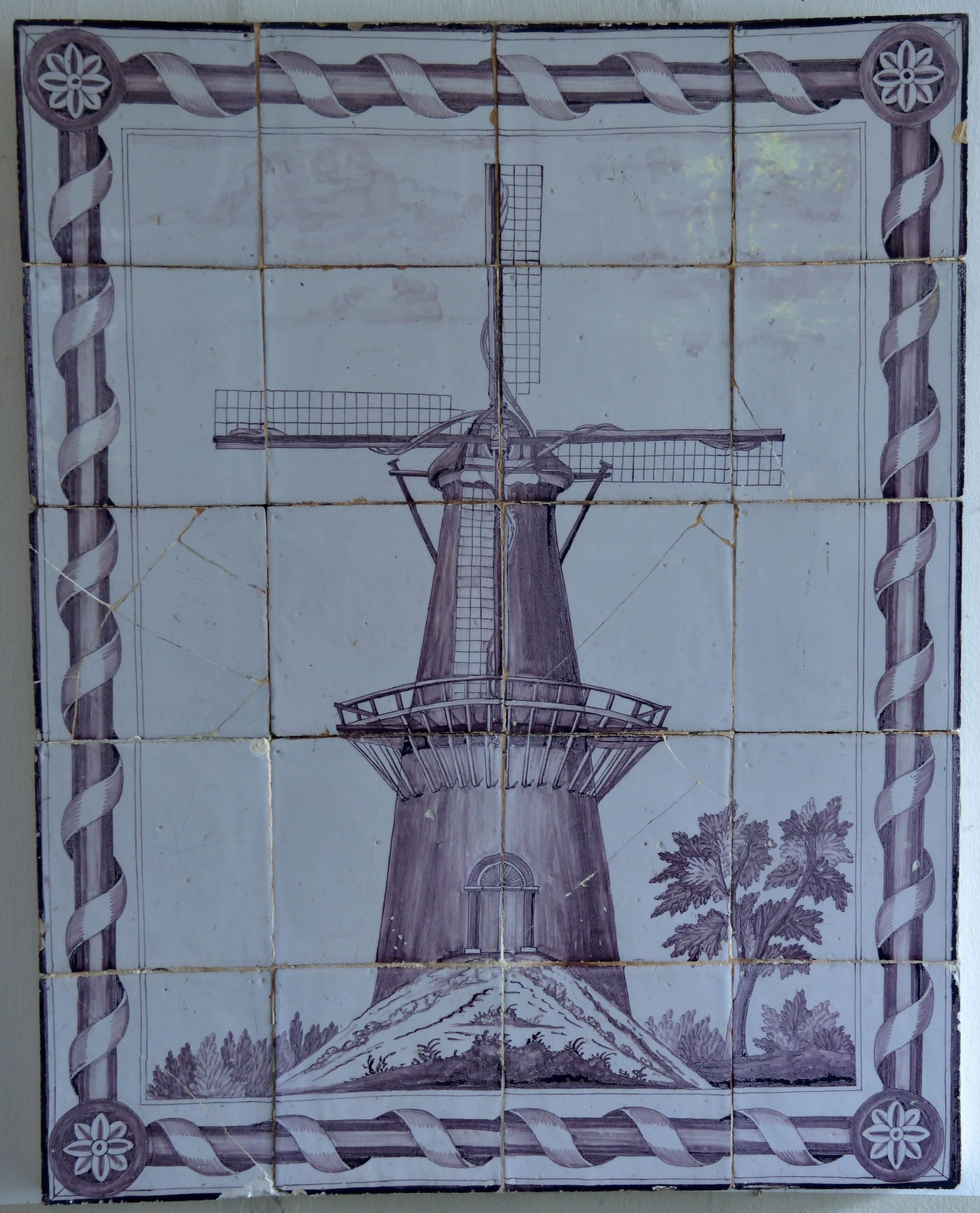
Molen De Valk, Leiden